# Potočni glavoč
Potočni glavoč (znanstveno ime Padogobius bonelli) je sladkovodna ribja vrsta, ki je razširjena tudi v Sloveniji. 

## Opis
Samci potočnega glavoča dosežejo v dolžino povprečno 8,6 cm, samice pa le okoli 7,5 cm. Bazi prve in druge hrbtne plavuti se pri potočnem glavoču stikata, hrbtne plavuti pa so pigmentirane..

## Razširjenost
Potočni glavoč je razširjen po rekah Hrvaške, Italije, Slovenije in Švice, kjer se zadržuje v vodotokih z zaraščenimi bregovi in peščeno podlago. V Sloveniji je uvrščen na Seznam zavarovanih živalskih vrst.